# Rezerwat przyrody Mierkowskie Suche Bory
Mierkowskie Suche Bory – leśny rezerwat przyrody w województwie lubuskim, w powiecie żarskim, w gminach Lubsko i Brody.
Został utworzony w 2006 roku na powierzchni 131,40 ha. W 2018 roku powiększono go do 194,63 ha, przyłączając do niego m.in. obszar zajmowany dotąd przez sąsiadujący użytek ekologiczny „Bagna przy Rabym Kamieniu”.
Obszar rezerwatu objęty jest ochroną czynną.

## Podstawa prawna
Wpisany pod nr rej. woj. – 54.
- Rozporządzenie Nr 20 Wojewody Lubuskiego z dnia 20 kwietnia 2006 r. w sprawie uznania za rezerwat przyrody (Dz. Urz. Woj. Lubuskiego Nr 31 poz. 649).
- Zarządzenie Regionalnego Dyrektora Ochrony Środowiska w Gorzowie Wielkopolskim z dnia 22 listopada 2018 r. w sprawie rezerwatu przyrody „Mierkowskie Suche Bory” (Dz. Urz. Woj. Lubuskiego poz. 2700)

## Położenie
- Województwo 		– lubuskie
- Powiat 			– żarski
- Gmina				– Lubsko i Brody

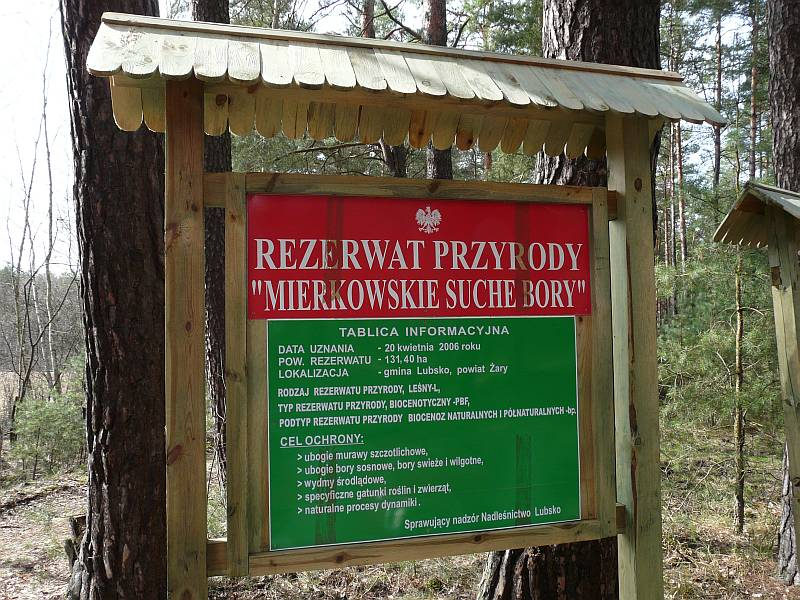
Tablica informacyjna

- Obr. ewidencyjny		– Osiek, Mierków (gmina Lubsko), Jałowice (gmina Brody).

Rezerwat leży w odległości około 7 km na północny zachód od Lubska – na granicy dwóch krain przyrodniczo-leśnych, Krainy III Wielkopolsko-Pomorskiej, Dzielnicy 6 Pojezierza Lubuskiego oraz Krainy V Śląskiej, Dzielnicy 1 – Równin Dolnośląskich. Obszar w całości leży w głębi dużego kompleksu leśnego będącego w zarządzie Nadleśnictwa Lubsko.
- Według regionalizacji fizycznogeograficznej Jerzego Kondrackiego obiekt położony jest w mezoregionie Wzniesienia Gubińskie.

## Własność gruntów
Grunty objęte ochroną stanowią własność Skarbu Państwa w zarządzie Nadleśnictwa Lubsko.

## Opis przedmiotu poddanego ochronie
Rezerwat stanowi kompleks częściowo odsłoniętych wydm śródlądowych. Najwyższym punktem rezerwatu jest tzw. Białogóra o wysokości bezwzględnej 86,5 m n.p.m., będąca jednocześnie jednym z najwyższych punktów w okolicy i punktem widokowym. Pozostałe wały wydmowe biegną przeważnie na wysokościach 70 – 75 m n.p.m., dolinki schodzą do poziomu poniżej 65 m n.p.m.
Na terenie rezerwatu stwierdzono występowanie zaledwie 26 gatunków roślin naczyniowych należących do 16 rodzin. Najliczniej reprezentowane rodziny to wiechlinowate, astrowate i wrzosowate. Jeden stwierdzony na terenie rezerwatu gatunek aster ożota (Aster linosyris) należy do zagrożonych i ginących w Wielkopolsce i na Pomorzu. Stwierdzono występowanie 7 gatunków mchów charakterystycznych dla siedlisk borowych i suchych. Lista stwierdzonych gatunków porostów liczy 80 taksonów, w tym aż 42 naziemne, spośród których do najcenniejszych należą rzadkie w kraju: karlinka brodawkowata Pycnothelia papillaria, chrobotek rozetkowy Cladonia pocillum, chróścik pasterski Stereocaulon paschale i chróścik orzęsiony S. tomentosum. 
Zróżnicowanie zbiorowisk roślinnych rezerwatu jest niewielkie. Szczyty wydm zajmują skrajnie ubogie murawy napiaskowe Spergulo vernalis-Corynephoretum z dominacją szczotlichy siwej oraz obfitym występowaniem mchów i porostów. Największą powierzchnię zajmują suche bory w typie borów chrobotkowych Cladonio-Pinetum, również z bardzo skąpym runem. Na omawianym terenie stwierdzono występowanie wielu gatunków rzadkich i ginących owadów, szczególnie z grupy chrząszczy kózkowatych.
Obszar rezerwatu został włączony do sieci Natura 2000 jako specjalny obszar ochrony siedlisk pod nazwą „Mierkowskie Wydmy” – PLH080039. Ponadto leży on w granicach Obszaru Chronionego Krajobrazu Zachodnie okolice Lubska.

## Cel ochrony
Zachowanie ze względu na szczególne wartości przyrodnicze i naukowe kompleksu ekosystemów borów iglastych, zbiorowisk roślinnych wykształcających się na piaskach wydm śródlądowych oraz siedlisk typowych dla obniżeń natorfowych wraz z charakterystycznymi dla tych ekosystemów gatunkami roślin i zwierząt.